# Lloyd Tyrell-Kenyon (5e baron Kenyon)
Pour les articles homonymes, voir Kenyon.
Lloyd Tyrell-Kenyon (13 septembre 1917 - 16 mai 1993), est un pair héréditaire britannique, membre de la Chambre des lords et administrateur universitaire. Fils unique de Lloyd Tyrell-Kenyon (4e baron Kenyon), il accède au titre de baron Kenyon à la mort de son père en 1927.

## Biographie
Il fait ses études au Collège d'Eton puis au Magdalene College de Cambridge . En tant que pair, il est actif dans de nombreux domaines de la vie publique, notamment l'éducation, les musées et la santé.
Lord Kenyon est président du University College of North Wales à Bangor (qui fait partie de l'Université du pays de Galles), de 1947 à 1982. Grâce à l'université, il est à l'origine de la renaissance de la Gwasg Gregynog Press, qui imprime des livres traditionnels reliés à la main à partir d'illustrations de caractères en métal et de gravures sur bois, et il est président de la presse de 1978 à 1991.
Il est président du Musée national du pays de Galles de 1952 à 1957, administrateur de la National Portrait Gallery de 1953 à 1988 et membre de la Royal Commission on Historical Manuscripts de 1966 à 1993. Il est crédité de la croissance du NPG d'un petit musée spécialisé à "l'une des grandes galeries nationales".
Il est président du comité de gestion des hôpitaux de Wrexham, Powys et Mawddach de 1960 à 1974, puis président de la Clwyd Area Health Authority, 1974-1978 . En tant que conseiller du comté de Flintshire, il est nommé à leur premier comité des archives et est un soutien actif du Flintshire Record Office (plus tard Clwyd Record Office). Il est également élu à l'Autorité de police du nord du Pays de Galles.
Il est administrateur de la Lloyds Bank.
Il est juge de paix en 1944 . Il est nommé lieutenant adjoint pour Flintshire en 1948, officier de l'ordre très vénérable de l'hôpital de Saint-Jean de Jérusalem et commandant de l'ordre de l'Empire britannique en 1972. Il est grand maître provincial pour les francs - maçons du nord du Pays de Galles. Il épouse Leila Cookson (1923-2008) en 1946 et a trois enfants - deux fils, dont l'un est mort avant lui et une fille. Il est décédé à Gredington, Shropshire, le 16 mai 1993, à l'âge de 75 ans.